# 警察の暴力
警察の暴力（けいさつのぼうりょく、英: police brutality）、または警察による残虐行為とは、警察官が一般市民に対して不当または過剰な力を行使し、市民権を侵害する行為である。
これには、身体的な傷害や嫌がらせ、身体的または精神的な加害や暴言、物的損害、および殺害等が挙げられる。警察官は、警察権の発動による実力行使を行政により許可されているが、本来は過度な暴力に傾かぬ用に警察比例の原則があり、それが法文化されている国も多い。しかし、警察による暴力は、全体主義的な国を始め、民主主義国家でも広く横行している。

## 発生の構造

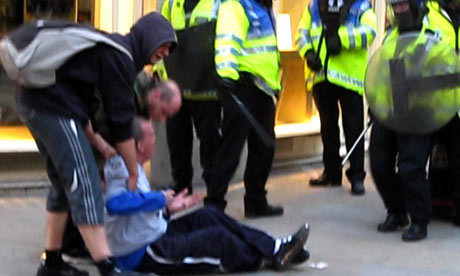
ロンドンで警察官に地面に押しつけられ、死亡したイアン・トムリンソン（2009年）

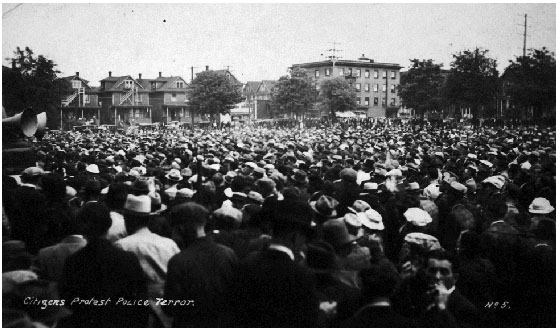
郵便局占拠に対する強制排除事の警察による暴力に抗議するデモ（バンクーバー、カナダ、1938年）

警察官の暴力行為の原因として、トラウマなどの警察官個人の精神病質が指摘されることがある。しかし、このような「腐ったリンゴ理論」は、警察組織の構造にある根本的な問題を無視した、スケープゴートであるという指摘もある。王立カナダ騎馬警察によるレポートによると、「腐ったリンゴ理論」は警察組織や管理職の警官が、根本的な組織的問題を是正せず、個々の警察官の資質の問題にすり替える、単純化された言い訳だと指摘する。
同レポートでは、警察組織の構造的な問題として、以下を指摘した。
- 警察の組織内に警察風土、警察職業文化に従う同調圧力が存在すること。
- 警察内の不祥事や汚職を、見て見ぬ振りをする警察風土（Blue Code of Silence（英語版））により、違法行為を行う警察官とそれを支持する犯罪者母体が継続的に存在すること。
- 上司からの命令が絶対であるなど、強固な権威主義的な縦社会であること（より強固な権威主義である組織ほど、個人による倫理的な決断ができないという研究もある）。
- 警察組織内に内部調査などの自浄機能が欠如していること。

ニューヨーク大学教授、ジェローム・スコルニックによると、警察で働く人の中には、徐々に社会に対して権力的な感覚を持ち、自身は法の上に立っている、という認識を持つ場合があるという。この様な警察官の職業的人格形成は、個人の資質でなく、組織の職業文化に依存する事も指摘されている。日本においても警察の職業文化は確認され、法執行経験や治安維持経験が、警察官の権威主義的パーソナリティを強固にしていると報告された。

## 世界的な発生事例

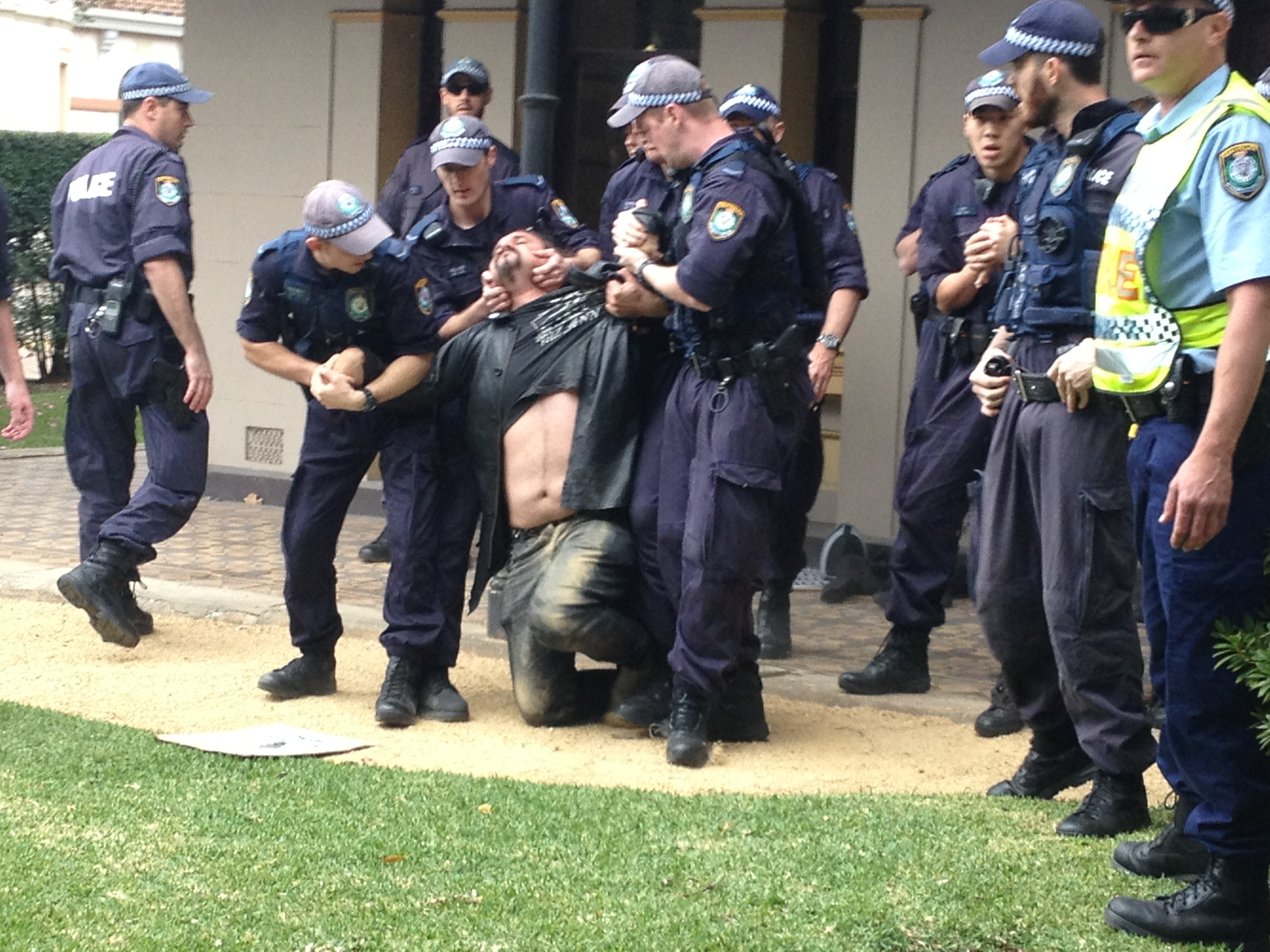
シドニー大学で活動家に対して違法な極技を使用するオーストラリア警察

例えばアメリカ合衆国内では、殺傷能力のある武器の使用は重要かつ論争を呼ぶ問題となっている。ワシントンポスト紙は2019年に1,004人が警察によって射殺されたと発表している一方、"Mapping Police Violence"では同年に1,098人が殺害されたと報告している。

### 人種プロファイリングによる警察の暴力
警察官が、特定の人種の人に対して過度な疑惑を抱くこと（レイシャル・プロファイリング）で、人種的マイノリティは警察の暴力の対象となりやすい。

#### アメリカ合衆国
ガーディアン紙のデータベースによると、2016年の100万人当たりの警察による射殺人数はネイティブ・アメリカンの場合10.13人、黒人の場合6.6人、ヒスパニック系の場合3.23人、白人の場合2.9人、アジア系の場合1.17人となっている。総数で見れば、警察は他の人種や民族よりも白人を多く殺害しているものの、白人がアメリカ合衆国内の人口の多数を占めているという観点から考える必要がある。アメリカ合衆国内の人口の割合に照らし合わせると、2015年のデータではアフリカ系アメリカ人は白人より2.5倍も射殺され易いと計算されている。
- 1967年7月25-26日 - アルジェ・モーテル事件。デトロイト暴動の渦中で警官・州兵によって三人の黒人男性が死亡した。
- 1991年3月3日、ロドニー・キング事件。逃亡したキングを逮捕後、警官らが激しい暴行を加えた。1992年4月29日に裁判で警官が無罪となると、ロサンゼルス暴動が起こった。
- 2012年2月26日 - トレイボン・マーティン射殺事件。自警団団員によって17歳の黒人高校生が射殺。
- 2014年7月17日 - エリック・ガーナー窒息死事件。白人警官が絞め技を使用して被逮捕者が死亡。
- 2014年8月9日 - マイケル・ブラウン射殺事件。白人警察官によって18歳の黒人青年が射殺。この2つの事件を受けて、ミズーリ州ファーガソンを中心として、度重なる白人警察官によるアフリカ系アメリカ人に対する暴力や殺害事件に対する抗議運動ブラック・ライヴズ・マター関連のデモが全米に拡大した（ファーガソン暴動）[14]。
- 2015年11月15日 - ジャマール・クラーク銃殺事件（英語版）。ミネアポリス警察による銃殺事件。
- 2016年7月6日 - フィラーンド・カスティール銃殺事件（英語版）。ミネソタ州セントポール郊外ファルコンハイツでの聖アントニー警察による銃殺事件。
- 2020年5月25日 - ミネソタ州ミネアポリスで犯罪の疑いを受けたジョージ・フロイドが、警察官の膝で首を押さえつけられ死亡した（ジョージ・フロイドの死）[15]。それを受けてミネアポリスを中心に全米で2020年ミネアポリス反人種差別デモが行われた[16]。
- 2023年1月7日 - テネシー州メンフィスで交通違反の取締りを通じて、タイリー・ニコルズが警察官から暴行を受けて死亡した（タイリー・ニコルズの死）[17]。

人種的プロファイリング以外を含めた米国での警官による殺害事件の一覧についてはen:Lists of killings by law enforcement officers in the United Statesを参照。

#### 日本
日本においても、外国人犯罪の深刻度を警察庁の広報が強調する傾向にある。
2020年5月には、渋谷区で在日クルド人男性が警察官に押さえつけられる様子が動画に撮影され、後日、渋谷警察署前で警察官の行動に根拠がないとしてデモが行われた。他方、一般社団法人日本クルド文化協会は、今回の騒動の発端になったクルド人の行為は日本の法律・慣習に照らし合わせて擁護する余地はなく、渋谷での抗議デモには正当な理由がなく、「デモはかえって在日クルド人への偏見を助長した」と批判した。

### 集会参加者に対する警察の暴力
集会の自由の原則がある国においても、デモやストライキなどの政治集会に対して、警察が治安維持の名目で武力を行使する事例が見られる。
2012年には、南アフリカのマリカナ鉱山で労使交渉を目的とした労働者と警察隊の間で武力衝突がおき、47人が死亡した（マリカナ鉱山における労使対立）。警察隊の労働者への発砲は、現地メディアでは大量虐殺 (英: massacre)と表現された。
2013年のトルコ反政府運動において、強権主義的な政府に対する反対運動に対して、政権側が警察を導入してデモの鎮圧化を謀った。最終的に、2人の死者、数千人の負傷者と多くの逮捕者を出した。
2019年-2020年香港民主化デモは、逃亡犯条例改正案に反対するデモとして始まり、最大約200万人の参加者（主催者発表）とする巨大なデモと発展した。デモ参加者と警察隊の衝突は過激化し、警察は実弾発砲を含む武力行使で対応し、多くの死傷者と逮捕者が出ている。ゴム弾を用いて意図的にデモ参加者の頭部を狙うなど、多くの警察による暴力が報告された。また、デモ参加者に対するレイプを含む性暴力、失踪事件、建物からの落下による死亡などについて、警察の関連が疑われている。

### 警官による性暴力
韓国で、1986年6月に警察によってソウル大女子学生が性拷問された富川警察署性拷問事件が発生した。
日本では神奈川県警の警察が、交通違反の女性に覚醒剤を提供し、それをネタに「逮捕する」と取調室に何度も呼び出し、3年間に10回以上の強姦を繰り返した、と1999年に女性が訴えた。後に、原告側が取り下げた。参考:神奈川県警察の不祥事。

### その他の事例
- 1993年7月23日、ブラジルで8人のストリートチルドレンが警官を含むグループに射殺されたカンデラリア教会虐殺事件が発生した。
- 2015年10月15日、ブルガリアでブルガリア難民射殺事件が発生した。